# Mount Hummer
Mount Hummer är ett berg i Antarktis. Det ligger i Västantarktis. Argentina och Storbritannien gör anspråk på området. Toppen på Mount Hummer är 1 165 meter över havet.
Terrängen runt Mount Hummer är lite bergig. Trakten är obefolkad. Det finns inga samhällen i närheten.